# Стшибник
Стшибник (пол. Strzybnik, нім. Silberkopf) — село в Польщі, у гміні Рудник Рациборського повіту Сілезького воєводства.
Населення — 289 осіб (2011).
У 1975-1998 роках село належало до Катовицького воєводства.

## Демографія
Демографічна структура станом на 31 березня 2011 року:
|          | Загалом | Допрацездатний вік | Працездатний вік | Постпрацездатний вік |
| -------- | ------- | ------------------ | ---------------- | -------------------- |
| Чоловіки | 143     | 28                 | 100              | 15                   |
| Жінки    | 146     | 26                 | 92               | 28                   |
| Разом    | 289     | 54                 | 192              | 43                   |